# Parafia św. Mikołaja w Krakowie
Parafia św. Mikołaja w Krakowie – parafia rzymskokatolicka należąca do dekanatu Kraków-Kazimierz archidiecezji krakowskiej na Wesołej przy ulicy Kopernika.

## Historia parafii
Najstarsza wzmianka o kościele pochodzi z dokumentu papieża Grzegorza IX, wystawionego dla benedyktynów w 1229 r., ale został określony jako „capella” (kaplica). Dopiero w dokumencie odpustowym arcybiskupa jerozolimskiego Bazylego z 1298 r. nazwany był „ecclesia Sancti Nicolai prope civitatem Cracoviensem”. W 1327 r. miał już status parafialnego; w XV w., zgodnie ze świadectwem Jana Długosza w Liber beneficiorum, do parafii należały wsie Prądnik, Grzegórzki, Dąbie, Głębinów, Łęg, Rybitwy, Rakowice, przedmieście za Bramą Mikołajską oraz posiadłość zwana Hanusbork. Prawdopodobnie już w XIV w. powstała tu szkoła parafialna, w której nauczano chłopców posługi liturgicznej oraz podstaw czytania i pisania.
W 1456 r. opat Maciej Skawinka i konwent benedyktynów tynieckich przekazali kościół św. Mikołaja wraz z prawem patronatu i uposażeniem Uniwersytetowi Krakowskiemu. Celem tej donacji było wsparcie Uniwersytetu, ale również, wydaje się, zapewnienie zakonnikom kształcenia się.
Druga połowa XV i XVI wiek, mimo pożaru kościoła w 1527 roku, to dla parafii okres rozkwitu i rozwoju fundacji parafialnych. Po przejęciu przez Uniwersytet kościół został znacząco powiększony w 2. połowie XV w. oraz ponownie w 1. połowie XVI w. W 1529 r. Zofia (Regina) Tarnowska herbu Leliwa, zakonnica z klasztoru bernardynek przy kościele św. Agnieszki, ufundowała przy kościele mansjonarię wraz z uposażeniem i domem przeznaczonym na mieszkanie dla siedmiu mansjonarzy. W 1578 r. powstał przy kościele szpital dla ubogich. Wzniesiony został przez proboszcza Marcina Radomskiego naprzeciwko kościoła, po przeciwległej stronie drogi. Już w XVI w. był to budynek murowany, piętrowy. W jego wnętrzu znajdowały się dwa ołtarze. Przed 1599 r. założono tu także Bractwo św. Anny.
Najbardziej dramatyczny okres w dziejach parafii i kościoła św. Mikołaja przypada na 2. połowę XVII w. W lipcu 1652 roku po ulewnych deszczach wylała Wisła i kościół został zalany wodą. Kilka lat później, w czasie potopu szwedzkiego kościół, probostwo i inne budynki kościelne zostały obrócone w zgliszcza. W 1656 r. Szwedzi spalili kościół, a następnie zburzyli jego mury, aby uniemożliwić oblegającym okupowane miasto prowadzenie stąd ostrzału artyleryjskiego. Świątynia zaczęła podnosić się z ruiny prawdopodobnie zaraz po opuszczeniu miasta przez Szwedów, ale nową księgę parafialną, świadczącą o udzielaniu sakramentów założono dopiero w 1662 r. Odbudowa świątyni z uwagi na ogrom zniszczeń trwała długo i była prowadzona dzięki staraniom proboszcza Jana Kopciowicza. Dwa ołtarze konsekrowano już w 1662 roku, ale cały, wzniesiony niemal od nowa kościół konsekrował biskup Mikołaj Oborski dopiero w 1682 r.

## Wspólnoty parafialne
- Służba liturgiczna
- Parafialny Zespół Charytatywny
- Stowarzyszenie Rodzin Katolickich
- Akcja Katolicka
- Katolickie Stowarzyszenie Pielęgniarek i Położnych
- Duszpasterstwo Młodzieży

## Zasięg parafii
Do parafii należą wierni mieszkający w Krakowie przy ulicy: Ariańskiej, Blachnickiego, Blich, Bonerowskiej, Bosackiej, Botanicznej, Bujwida, Chodkiewicza, Curie-Skłodowskiej nry nieparzyste, Daszyńskiego, Dietla 80, 82, 86, 88, 90, Dwernickiego, Grzegórzeckiej nry parzyste 2–42 i nieparzyste 1–51, Gurgacza, Kołłątaja, Kopernika, Kurkowej, Librowszczyzna, Lubicz oprócz 1–5, Lubomirskiego, św. Łazarza, Masarskiej do nru 13, Metalowców, Miodowej 53, 55, 56, Mogilskiej nry parzyste do 20, Morsztynowskiej, Olszańskiej 1–8, Podgórskiej 22–34, W. Pola, Prandoty, Prażmowskiego-Beliny nry parzyste, Prochowej, Radziwiłłowskiej nry nieparzyste i parzyste do 16, Rakowickiej nry parzyste i nieparzyste do 45, Rzeźniczej nry nieparzyste, Siedleckiego, Sołtyka, Starowiślnej nry parzyste do 22, Strzeleckiej, Śniadeckich, Topolowej, Westerplatte 9–20, Wielopole, Wiślisko, Zamenhofa 13, 14, Zyblikiewicza, Zygmunta Augusta i Żółkiewskiego.